# Cassie Campbell
Cassie Campbell-Pascall (Richmond Hill, 22 novembre 1973) è un'ex hockeista su ghiaccio canadese.
Ha vinto tre medaglie olimpiche nell'hockey su ghiaccio con la nazionale femminile canadese. In particolare ha vinto la medaglia d'oro alle Olimpiadi invernali 2002 svoltesi a Salt Lake City, la medaglia d'oro alle Olimpiadi invernali di Torino 2006 e la medaglia d'argento alle Olimpiadi invernali di Nagano 1998.
Ha conquistato inoltre ben sei medaglie d'oro (1994, 1997, 1999, 2000, 2001 e 2004) e una medaglia d'argento (2005) ai campionati mondiali femminili.
Dopo il 2006 si è ritirata e ha iniziato a dedicarsi all'attività di commentatrice per Sportsnet.